# کانیاری

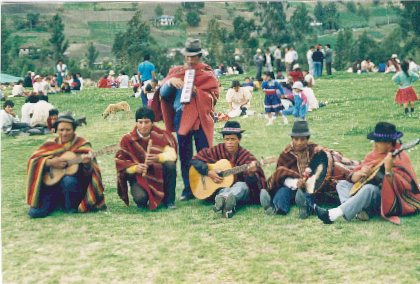
نوازندگان کانیاری

کانیاری نام گروهی از سرخپوستان اکوادور است که در خاک این کشور به‌سر می‌برند. این قوم که به دوران پیشاکلمبی بازمی‌گردند از تبار مستیزو بشمار می‌روند. این قوم به دلیل پایداری و مقاومت سنگین در برابر توسعه‌طلبی اینکاها در دوران پیشاکلمبی شناخته‌شده هستند. اقوام کانیاری اندکی پیش از ورود مهاجمان اسپانیایی از اینکاها شکست خوردند با اینحال در زمان شکست اینکا از اسپانیا از متحدان طرف اروپایی بوده و به همراه پیزارو برابر آتاهوالپا آخرین امپراتور اینکا جنگیدند. نظام حکومتی قدیمی کانیاری مبتنی بر تشکیلات فدراسیونی بود و توسط بزرگان قبایل اداره می‌شد. با این‌حال هنگامی که نیاز به اتحاد بود مجلسی از نمایندگان قبایل تشکیل می‌شد و در مورد منافع مشترک اقوام کانیاری که در یک سرزمین بودند تصمیم‌گیری می‌کرد.